# Amphitetranychus quercivorus
Amphitetranychus quercivorus är en spindeldjursart som först beskrevs av Ehara och Toshikazu Gotoh 1990.  Amphitetranychus quercivorus ingår i släktet Amphitetranychus och familjen Tetranychidae. Inga underarter finns listade i Catalogue of Life.